# SEA Signalisation
 (août 2015).
Si vous disposez d'ouvrages ou d'articles de référence ou si vous connaissez des sites web de qualité traitant du thème abordé ici, merci de compléter l'article en donnant les références utiles à sa vérifiabilité et en les liant à la section « Notes et références ».
Pour les articles homonymes, voir SEA.
SEA Signalisation est une entreprise spécialisée dans la fabrication de produits de signalisation électrique tels que les feux tricolores, optiques leds, signaux antivandalisme, signaux pour personnes amblyopes, transports modaux, contrôleur système, supports de feux, signalisation permanente.

## Histoire

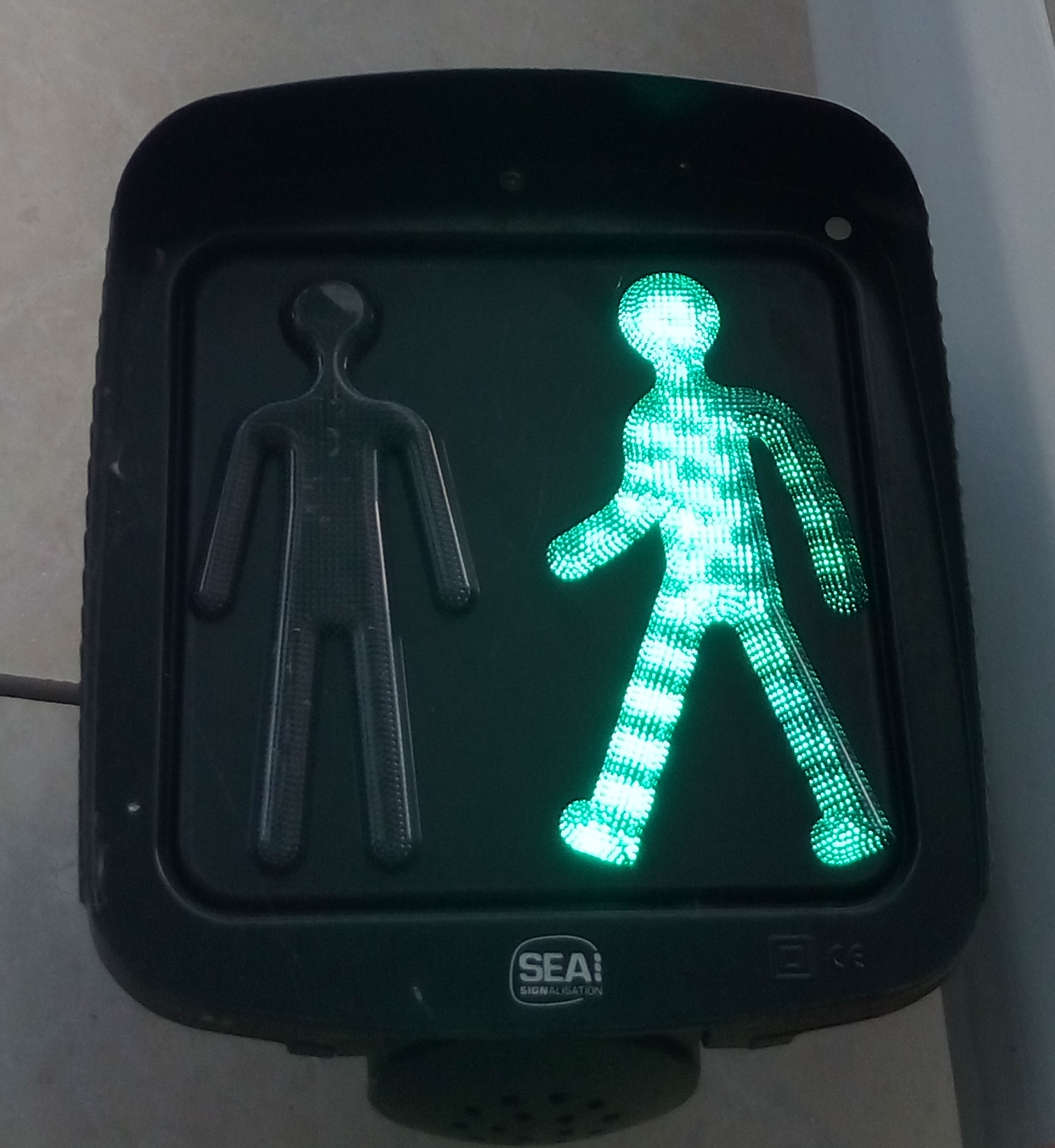
Signal R12 vert fabriqué par SEA Signalisation. Gamme Antivandalisme.
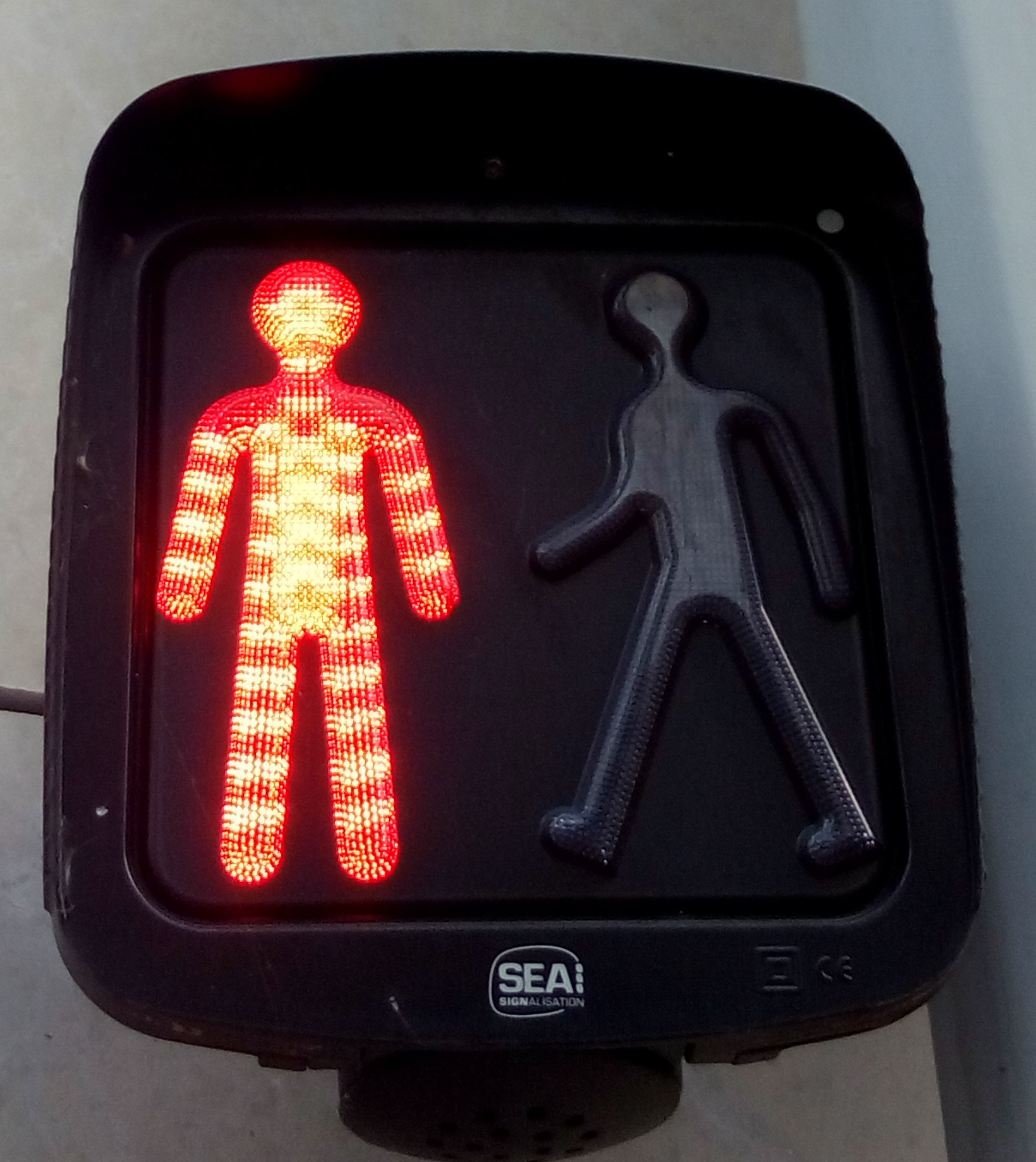
Signal R12 rouge fabriqué par SEA Signalisation.
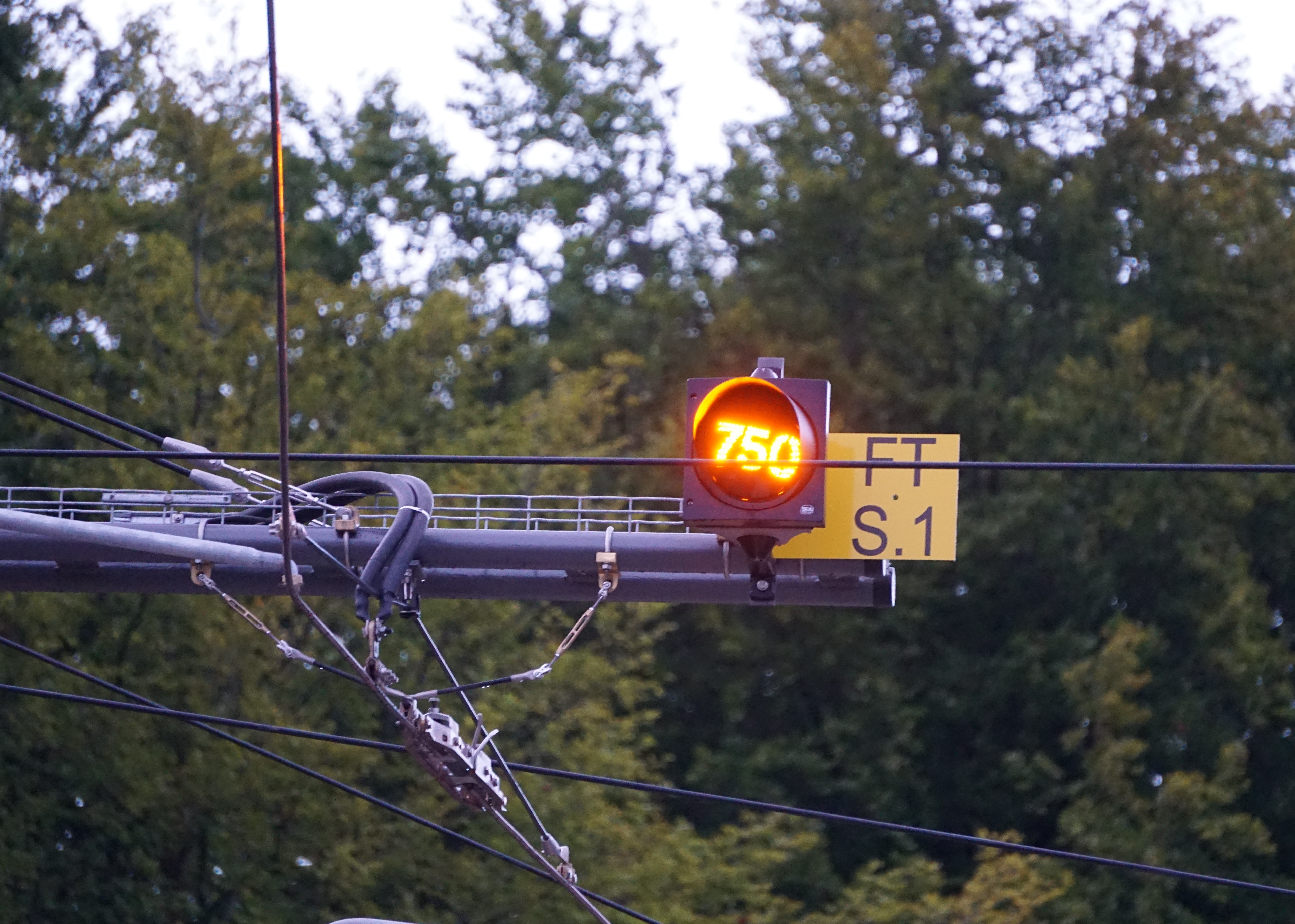
Signal indiquant la présence de courant dans la ligne aérienne de contact du tramway de Luxembourg. Gamme Axel.

En étant l’héritier de l'affaire de son père, qui a fondé l’entreprise Dufresne et Deloge à 1919, dont l'activité était le bobinage de transformateurs et de moteurs électriques, Léon Deloge a orienté la société vers la production des feux tricolores et tous les produits dérivés.
Cette nouvelle société a reçu le nom SEA Deloge et a été officiellement enregistrée en 1947. SEA signifiait Signalisation Électromécanique.
L'année suivante, la société commercialise son premier contrôleur de feux électromécanique, le « Dasphot ». En 1960, un second modèle est commercialisé, le « Bloc Chalier » (BC).
En 1973 viennent les premiers contrôleurs à électronique statique, les Caelag X77 et 227, utilisant la technologie CMOS, innovante pour l'époque.
En 1976 est lancée la gamme de feux tricolores Horizon toujours produite depuis, et emblématique de la marque.
En 1978 le premier contrôleur à micro-processeurs de la marque est commercialisé, l'AR 2000.
En 1986, SEA Deloge devient SEA Signalisation, à l'occasion du départ de son fondateur. Cette même année, le contrôleur AR 2000 évolue et devient le LP 2200.
En 1987, les diodes électroluminescentes font leur apparition sur le marché. SEA Signalisation fabrique des signaux R12 et 100 avec cette nouvelle technologie.
SEA signalisation est le premier fabriquant à proposer une solution cohérente avec des sources très basse tension TBT. Certes, cette technologie ne s'est pas vendu à ses débuts à cause d'un fort lobbying imposant les optiques à source fluorescente (1988-1989).
Entre la fin des années 1980 et 2002, SEA commercialise la gamme de feux tricolores Classique, issue de l'import de coques de feux de la marque autrichienne Swarco, puis équipés par SEA.
En 1993, SEA Signalisation lance le contrôleur CLP 700, le premier contrôleur en France basé sur une carte PC industrielle à base du processeur Intel 286, avec un logiciel de programmation à multifenêtres. Ce mode de programmation a permis d’appliquer une nouvelle méthodologie pour l'exploitation des contrôleurs de feux de signalisation.
Deux ans plus tard, l’entreprise construit une nouvelle usine à Vaulx-en-Velin et met sur le marché une nouvelle gamme de produits nommée Antivandalisme pour répondre à la problématique des dégradations sur le mobilier urbain. Elle se compose de feux piétons et de répétiteurs, des feux qui se placent à hauteur d'homme.
En 1997, l'entreprise développe le contrôleur CLP 7000 en y ajoutant un CPU, architecturée autour d'un processeur Intel 386 EX associé à une mémoire flash. Le logiciel d'exploitation TOPS a ainsi été mise à jour sans changement de composants. Il devient le CLP 7700 en 2000, puis est remplacé en 2011 par le CLP 7G3.
Sur la période 1998-2004, SEA Signalisation continue de développer des optiques TBT. Pendant cette période l’entreprise travaille sur les lignes T1 et T2 du tramway de Lyon.
En 2001, deux nouvelles gammes de feux sont lancées, : Axel, le bas de gamme et Agathe, gamme la moins répandue de la marque, si l'on excepte la gamme Arpège, commercialisée entre les années 2000 et 2013 mais dont aucun n'exemplaire n'aurait, selon le site Feu routier, été répertorié.
En 2007 la marque lance une nouvelle gamme nommée Nixea, considérée comme le haut de gamme de la marque. Elle dispose depuis 2012 d'une variante, sous le nom Oxean.
En 2018, SEA Signalisation annonce une nouvelle gamme de feux en polycarbonate, comme pour les Axel et au contraire des Nixea et Oxean qui sont réalisés en aluminium, nommée Xeénia en complément des gammes existantes.

## Domaines d’applications
Les signaux lumineux ont une place importante dans la gestion du déplacement dans l’espace urbain.
‘’’SEA signalisation’’’ fabrique des signaux lumineux d’intersection, des contrôleurs de carrefours et apporte son expertise dans des domaines comme : 
1. Régulation du trafic :
- en milieu urbain;
- en milieu rural.

2. Transports en commun (Ex. TCSP - transport en commun en site propre):
- Tramway
- Bus (Ex.BHNS - bus à haut niveau de service)

3. Accessibilité des personnes malvoyantes.
4. D'autres domaines :
- ski (la régulation aux remontés mécaniques
- fluvial

## Contrôleurs et régulations
Les contrôleurs de carrefours à feux, certifiés SETRA (Service d’études techniques des routes et autoroute), servent à assurer la parfaite régulation du trafic en fonction des besoins, assurant ainsi la sécurité des automobilistes et des piétons.
Les logiciels spécialisés, comme le logiciel TOPS (Traitement Optimisé des Paramètres de Signalisation) permettent d’optimiser les flux des carrefours équipés de signalisation tricolore, qu’ils soient simples ou complexes.
Quelques exemples de régulations spécifiques :
- onde verte;
- vert récompense - le feu tricolore est toujours rouge et passe au vert à l'approche d'un véhicule respectant les limites de vitesse
- rouge sanction - un feu tricolore qui passe au rouge pour les usagers roulant trop vite.

## Normes et réglementation
En France et en Europe il existe des normes et des réglementations stricte concernant la sécurité routière.
Instruction interministérielle sur la signalisation routière. Livre I Sixième Partie : Feux de circulation permanents (version novembre 2008).
Arrêté du 10 avril 2009 modifiant l'arrêté du 24 novembre 1967 relatif à la signalisation des routes et autoroutes.
Arrêté du 24 novembre 1967 relatif à la signalisation des routes et autoroutes.

## Réalisations spécifiques
- Tramway de Nice ;
- Tramway de Grenoble ;
- Tramway de Saint-Étienne ;
- Tramway de Nancy ;
- Tramway de Clermont-Ferrand ;
- Tramway de Mulhouse ;
- Tramway de Lyon (T1, T2, T3 et T4) et ses extensions à Saint-Priest et à La Confluence ;
- Tramway de Rabat-Salé ;
- Priorité aux bus pour divers réseaux dont Belfort et pour les lignes C1 à C3 à Lyon.